# Premonición (álbum)
Premonición es el título del tercer álbum de estudio grabado por el cantante español David Bisbal. Fue lanzado al mercado por las empresas discográficas Vale Music, Universal Music Latino e Universal Music España el 3 de octubre de 2006.
En su tercer disco no se ha escatimado en colaboraciones de lujo: la guitarra flamenca de su paisano, Tomatito, en "Soldado de papel", Vicente Amigo en "Torre de babel" (en la que también intervienen Wisin & Yandel) y es elegida como tema de apertura en la primera temporada de la versión remasterizada del anime Sword Art Online, Dan Warner, Lee Levin y John M. Falcone, entre muchos otros. El disco ha vendido más de 900 000 copias, consiguiendo 5 Platinos en España, posicionándolo en el N° 1, además de 2 Discos de Oro en EE.UU. y Puerto Rico, un Oro en Venezuela y Ecuador y consiguió vender 22 000 copias en Japón.

## Lista de canciones
| N.º   | Título                                                   | Escritor(es)                                                           | Artistas invitados             | Duración |  |
| 1.    | «Quién me iba a decir»                                   | Kike Santander                                                         |                                | 3:38     |  |
| 2.    | «Silencio»                                               | Kike Santander                                                         |                                | 3:31     |  |
| 3.    | «Como la primera vez»                                    | Kike Santander · David Bisbal                                          |                                | 4:01     |  |
| 4.    | «Torre de babel (Reguetón mix)»                          | Kike Santander                                                         | Vicente Amigo y Wisin & Yandel | 4:18     |  |
| 5.    | «Amar es lo que quiero»                                  | David DeMaría                                                          |                                | 3:29     |  |
| 6.    | «Soldado de papel»                                       | David Bisbal · Rafa Vergara · Mauricio Gasca                           | Tomatito                       | 4:08     |  |
| 7.    | «Premonición»                                            | David Bisbal · Kike Santander                                          |                                | 4:06     |  |
| 8.    | «Cuidar nuestro amor (I'll never let go)»                | David Bisbal · Christina Christian · Christian Leuzzi · Emanuel Olsson |                                | 3:46     |  |
| 9.    | «Calentando voy (I'm just warming up)»                   | Eric Sanicola · Filipol Carrins · D. Clench                            |                                | 3:39     |  |
| 10.   | «Qué tendrás»                                            | David Bisbal · Daniel Betancourt                                       |                                | 4:04     |  |
| 11.   | «Amanecer sin ti»                                        | David Bisbal · R. Vergara · C. Leuzzi                                  |                                | 3:58     |  |
| 12.   | «Aquí y ahora»                                           | David Bisbal · M. Gasca · R. Vergara                                   |                                | 4:04     |  |
| 13.   | «Torre de Babel (db Original Mix - Bonus track)»         | Kike Santander                                                         | Vicente Amigo                  | 3:15     |  |
| 14.   | «Torre de Babel (Remix de Wisin & Yandel - Bonus track)» | Kike Santander                                                         | Wisin & Yandel                 | 4:23     |  |
| 46:41 |                                                          |                                                                        |                                |          |  |

© MMVI. Universal Music México. S.A. de C.V.
(*) Hay una versión de reggaetón con el dúo RKM & Ken-Y [cita requerida]

### DVD
- Haciendo la grabación del álbum Premonición
- Grabación de la canción Quién me iba a decir
- Entrevistas a David Bisbal:
  - El disco
  - Los productores
  - Las canciones
  - Bonus track
- Videoclip Quién me iba a decir
- Haciendo la grabación del videoclip

## Listas
| País            | Posición | Certificación |
| --------------- | -------- | ------------- |
| España          | 1        | 5x Platino    |
| Venezuela       | 1        | Oro           |
| México          |          |               |
| USA             | 150      | Oro (Latino)  |
| Puerto Rico     | 27       |               |
| Suiza           | 26       |               |
| Top Heatseekers | 4        |               |

## Premonición Live
'Premonición live' es un concierto grabado en formato CD + DVD, siendo el segundo concierto grabado en DVD de su carrera.